# Eddie Gaven
Eddie Gaven, né le 25 octobre 1986 à Hamilton Township (New Jersey), est un joueur international américain de soccer.

## Biographie
Eddie Gaven est devenu le plus jeune joueur à signer en Major League Soccer à l'âge de seize ans et deux mois (depuis battu par Freddy Adu), après avoir passé deux ans en s'entraînant avec d'autres jeunes américains à l'Académie Bradenton de la USSF.
Eddie est repêché par les MetroStars à la douzième place dans la Superdraft 2003 de la Major League Soccer.
Il est devenu le plus jeune joueur de l'histoire des MetroStars à jouer et à marquer un but dans la seconde période d'un match qui opposait les MetroStars à D.C. United le 5 juillet 2003.
Gaven a joué chaque minute avec les États-Unis lors des championnats du monde des moins de 17 ans de 2003 en Finlande et il est devenu le plus jeune joueur de l'histoire de la CONCACAF à apparaître dans un match qualificatif olympique avec les États-Unis dans l'équipe des moins de 23 ans.
Son évolution ne s'arrête pas là. Après le fait de devenir un membre essentiel des MetroStars en 2004, Eddie Gaven est devenu le plus jeune joueur élu pour participer au All-Star Game de la Major League Soccer et le quatrième plus jeune joueur d'Amérique à recevoir sa première cape contre la Pologne le 11 juillet 2004. Il a fini la saison de la MLS avec sept buts et sept passes décisives et est devenu le plus jeune joueur de la MLS inclus dans le « meilleur onze de la MLS ».
En 2005, outre le fait de continuer son solide jeu avec les MetroStars, Gaven fut appelé pour jouer la Coupe du monde de football des moins de 20 ans 2005 aux Pays-Bas avec les États-Unis.
Il a mis fin à la saison de MLS en ayant marqué huit buts et exécuté quatre passes décisives.
Juste avant la saison 2006, Gaven fut échangé au Crew de Columbus avec le joueur Chris Leicht contre le buteur Edson Buddle. Avec le Crew, Gaven a presque joué tous les matchs de la saison 2006 ayant inscrit quatre buts.

## Source
- (en) Cet article est partiellement ou en totalité issu de l’article de Wikipédia en anglais intitulé « Eddie Gaven » (voir la liste des auteurs).